# Chocolat Frey
Die Chocolat Frey AG mit Sitz in Buchs AG war ein Schweizer Hersteller von Schokolade und Kaugummi. Das 1887 gegründete Unternehmen gehörte ab 1950 zum Detailhandelskonzern Migros. 2021 fusionierten die Migros-Industriebetriebe Delica, Midor, Riseria Taverne und Totale Capsule Solutions mit Chocolat Frey zur neuen Delica AG. Seither ist «Chocolat Frey» eine Marke der Delica AG.
Die Produkte wurden in erster Linie für die Migros-Genossenschaften hergestellt und in deren Filialen verkauft. Daneben wurden auch Gastronomiebetriebe, Grossverbraucher und die weiterverarbeitende Industrie beliefert. Der Export trug über ein Drittel zum Umsatz bei.

## Geschichte

### Gründung
Die Gebrüder Robert (* 31. Dezember 1861; † 8. März 1940) und Max Frey (* 9. März 1863; † 17. Dezember 1933) hatten beide bereits vor der Gründung des Familienunternehmens Erfahrung mit der Schokoladenproduktion gesammelt. Nachdem Robert in der S.A. de la Fabrique des Chocolats Amédée Kohler et fils in Paris zum Kaufmann ausgebildet worden war, setzte er sich bei der Maschinenfabrik Riccard & Greiss mit der Herstellung von Schokoladenmaschinen auseinander. Max absolvierte seine kaufmännische Lehre bei der Cramer-Frey in Zürich, für welche er schliesslich auch in Brasilien tätig war.
Am 17. Dezember 1887 wagten die Brüder zusammen den Schritt in die Selbständigkeit und gründeten die Kollektivgesellschaft R. & M. Frey. Zu Beginn produzierten sie in ihrem Elternhaus am Balänenweg in Aarau. Mit der Entwicklung der Conchiermaschine 1879 wurde die industrielle Produktion von Schokolade weit vorangetrieben. Robert war diese Technik bereits bekannt und es gelang ihm, sie in sein Unternehmen einzubinden. Die Produktion wurde ausserdem von Beginn an mit elektrischen Maschinen betrieben.

### Erste Hälfte des 20. Jahrhunderts

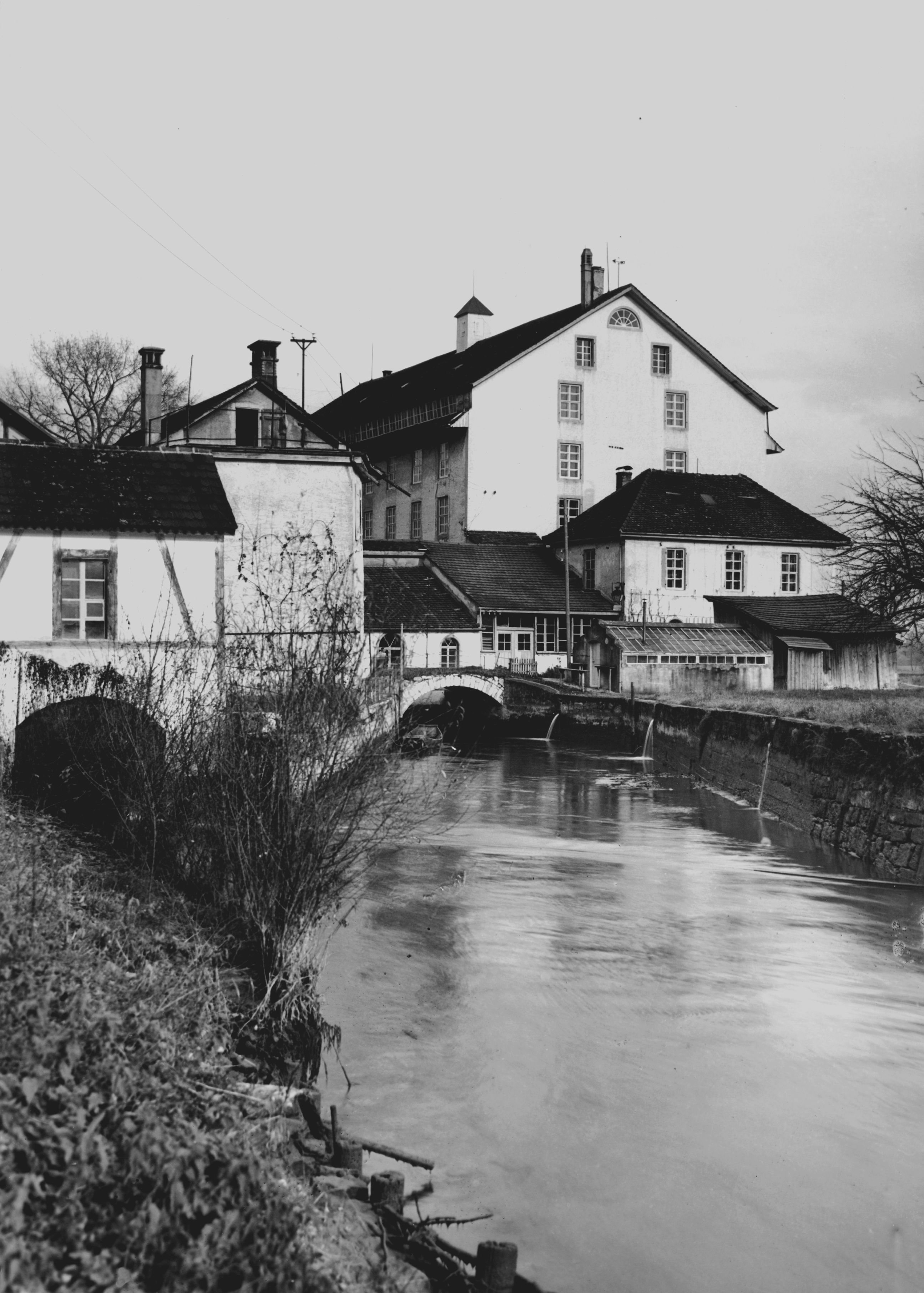
Produktionsgebäude in der Telli in Aarau

Ab 1900 produzierte die R. & M. Frey an der Römerstrasse in der Aarauer Telli. Sie erwarb dort eine ehemalige Baumwollspinnerei, die 1836/37 vom nachmaligen Bundesrat Friedrich Frey-Herosé errichtet worden war. 1906 wandelte sich das Unternehmen in die Aktiengesellschaft Chocolat Frey AG um. Produziert wurden von nun an Tafelschokoladen und Schokoladenpulver, aber auch Suppen und Kraftnährmittel. Letztere wurden später jedoch wieder aus dem Sortiment genommen, um sich auf die Schokoladenproduktion konzentrieren zu können.
Während des Ersten Weltkriegs profitierte das Unternehmen von der neutralen Position der Schweiz. Schokolade konnte dank offenen Zöllen exportiert werden, aber die Beschaffung der Rohmaterialien wie Kakao war wesentlich schwieriger. Eine Unterbrechung des Betriebes konnte infolge guter Auslandsverkaufspreise verhindert werden. Der Umsatz durch den Export wurde sogar von 882'000 Schweizer Franken (1916) auf 1'465'000 Franken (1918) beinahe verdoppelt. Die Schokolade war damals in Deutschland, Frankreich, Schweden und später auch in Grossbritannien erhältlich.
Mit dem Ende des Krieges brach der Exporthandel zusammen. Da Deutschland und Frankreich zu sehr mit dem Wiederaufbau beschäftigt waren, fielen sie wie andere als Handelspartner weg. Lediglich Grossbritannien blieb erhalten. Das Unternehmen war deshalb gezwungen, den Verkauf auf das Inland zurückzustufen. Anfang der 1920er-Jahre stand das Unternehmen kurz vor dem Aus. Mehrere Tage stand die Produktion still. Erst als sich die Wirtschaft gegen Mitte der 1920er-Jahre erholte, erschloss man wieder den ausländischen Markt. Der Versuch scheiterte allerdings an der Weltwirtschaftskrise. In denselben Jahren übernahm Robert Frey junior (* 18. Februar 1901; † 1968) schrittweise die Führung, nachdem sein Vater ihn bereits früh mit dem Betrieb vertraut gemacht hatte. So konnte er sicherstellen, dass die Aktiengesellschaft weiterhin in Familienbesitz blieb. 1932 zog sich Robert Frey senior aus dem Verwaltungsrat zurück. Nur ein Jahr später starb sein Bruder Max Frey im Alter von 70 Jahren.
Auch während des Zweiten Weltkriegs durchlief das Unternehmen eine schwierige Zeit. Der Handel mit dem Ausland wurde durch den Krieg erschwert. Neue Einfuhrbestimmungen für Kakao und Zucker schränkten den Schweizer Schokoladenmarkt stark ein. Zudem wurden viele Mitarbeiter ebenso wie Führungspersonen zum Wehrdienst eingezogen. Obwohl gegen Ende des Krieges die Nachfrage wieder leicht anstieg, konnte diese aufgrund von Personalmangel nicht gedeckt werden.
Dank dem markanten Wirtschaftsaufschwung am Ende des Zweiten Weltkriegs verbesserte sich auch die Situation für das Unternehmen. 1946 kam im Verwaltungsrat erstmals der Gedanke auf, sich nach Partnern umzusehen. Vier Jahre später übernahm die Migros das Unternehmen. Die Chocolat Frey AG war der älteste zugekaufte Betrieb der Migros. Das Bündnis erschien zuerst fraglich, da die Migros mit der Jonatal AG bis dahin eine eigene Schokoladenfabrik besass. Für die Chocolat Frey AG war der Vertragsschluss jedoch ein wichtiger Entscheid. Obwohl die Schokoladenfabrik die Auflagen und Bestimmungen der neuen Inhaberin übernehmen musste, blieb die Unternehmensleitung weiter in den Händen von Robert Frey junior. Die Weiterentwicklung des Unternehmens wurde ebenfalls gefördert.

### Zweite Hälfte des 20. Jahrhunderts

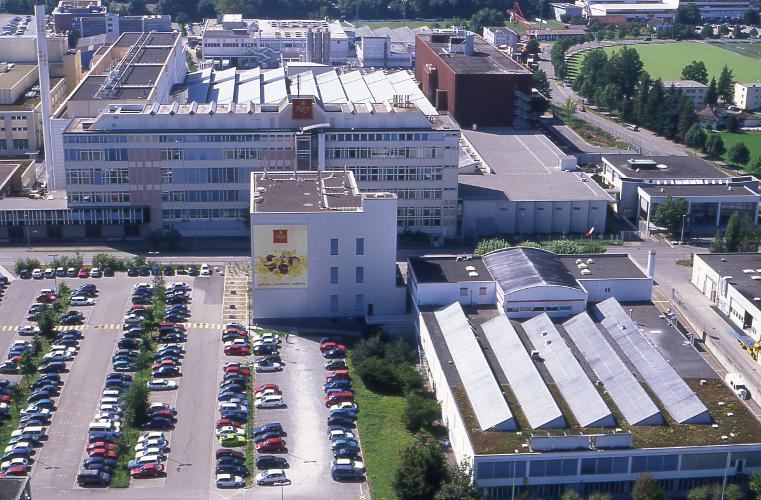
Heutiger Delica-Hauptsitz in Buchs AG, wo die Marke Chocolat Frey produziert wird.

1963 begann der Bau des heutigen Hauptsitzes und drei Jahre später wurde der Betrieb von Aarau in die Nachbargemeinde Buchs verlegt. Gleichzeitig fasste man die ganze Schokoladen-, Confiserie- und Bonbonproduktion, welche die Migros bisher betrieben hatte, an einem Standort zusammen. Damit mutierte das Unternehmen zu einem modernen und erfolgreichen Industriebetrieb. Ab 1974 wurden, als einziger Hersteller in der Schweiz, auch Kaugummis produziert, die jährlich rund 10 % des Gesamtumsatzes ausmachten.
Zweistellige Umsatzsteigerungen füllten die Buchhaltungsregister des Unternehmens in den 1980er Jahren. Der Umsatz des Betriebes überschritt 1985 erstmals die Grenze von 200 Millionen Franken und das Unternehmen übernahm bald die Führung im heimischen Schokoladenmarkt. Mit jenen guten Voraussetzungen konnte auch investiert werden. Es wurden verschiedene strukturelle und qualitative Umstellungen vollzogen und das Thema Umweltschutz gewann an Bedeutung. So bezog das Unternehmen ab 1984 Fernwärme aus der nahe gelegenen Kehrichtverbrennung.
Seither kam der Betrieb praktisch ohne Heizöl aus. Ausserdem wurde die Anlage um einen neuen Bahnanschluss der Schweizerischen Bundesbahnen (SBB) erweitert. Auch für den internationalen Handel waren die 1980er-Jahre von grosser Bedeutung. Erstmals seit dem Zweiten Weltkrieg wurde der Handel mit dem Ausland wieder aufgenommen. Grossbritannien, USA, Dänemark, Österreich und Japan, später auch Frankreich und Südostasien importierten die Schokolade der Chocolat Frey AG. Der Export blieb jedoch vorläufig ein bescheidenes Nebengeschäft. In den 1990er-Jahren wurde das internationale Geschäft ausgebaut und professionalisiert. 1997 lancierte das Unternehmen ein neues Projekt unter dem Titel «Chocolat Frey goes international», mit dem Ziel, dass der Export langfristig zur Rentabilität der Chocolat Frey AG beitragen soll. Zur Betreuung wichtiger Kunden wurde ein Key-Account-Management-System eingeführt.

### 21. Jahrhundert
Der internationale Handel mit Handelsmarken wurde auch nach der Jahrtausendwende erweitert. Die Niederlande, Skandinavien, Kanada und Deutschland kamen neu als Importeure hinzu. Der ausländische Markt wurde zum wichtigsten Wachstumsfaktor des Unternehmens. Ab 2007 wurde neben den Handelsmarken auch die Marke Frey wieder international angeboten, sowohl im Travel Retail-Geschäft, das heisst in Duty-free-Shops auf Flughäfen, wie durch den Vertrieb in Zusammenarbeit mit internationalen Handelspartnern weltweit. 2008 rückten die beiden Unternehmen Chocolat Frey AG und Delica, beide spezialisiert auf Genussmittel, näher zusammen. Um die internationale Marktposition zu stärken und zur optimalen Nutzung von Synergien, übernahm der Unternehmensleiter der Chocolat Frey AG die Gesamtleitung beider Unternehmen. Diese bleiben aber juristisch und standortmässig als eigene Firmen bestehen.
2020 erzielte das Unternehmen über einen Drittel des Gesamtumsatzes im Ausland. Die Produkte wurden in über 50 Länder auf fünf Kontinenten vertrieben. Über 42'000 Tonnen Schokolade, Confiserieprodukte, Halbfabrikate und Kaugummis verliessen jährlich die Produktionsanlagen in Buchs. Im heimischen Markt war das Unternehmen mit «34,9 % Marktanteil» (Chocosuisse) die Nummer 1 unter den Schweizer Schokoladenproduzenten. Auch die Kaugummis machten einen Bestandteil des Gesamtumsatzes aus, denn rund 10 % wurden im Kaugummi-Bereich erzielt, rund zwei Drittel davon mit Handelsmarken im Export. Im Jahr 2012 feierte die Chocolat Frey AG ihr 125-jähriges Bestehen. An Ostern 2014 wurde das neue Besucherzentrum der Chocolat Frey AG am Standort in Buchs eröffnet, welches im August 2020 wieder geschlossen wurde. In den Räumlichkeiten wurde ein Mehrzweckgebäude der M-Industrie umgesetzt.
Seit der Fusion zur Delica AG im Jahr 2021 ist Chocolat Frey eine Marke. Diese wurde im Vorfeld der Fusion neu positioniert, da sie mit Lindt nicht mithalten konnte. So wurde zum Beispiel eine Werbekampagne in Deutschland geplant, welche in der Zukunft auch in anderen Ländern starten soll. Die Preise wurden gesenkt und Produkte von Lindt und Toblerone per April 2021 ins Migros-Sortiment aufgenommen. Seit 2015 wird die Fluggesellschaft Swiss mit Schokolade beliefert. 2023 hat die Swiss diesen Auftrag neu ausgeschrieben und 2024 an die Delica AG vergeben.

## Logo

Logo der Marke Chocolat Frey

Das Unternehmenslogo der Chocolat Frey AG beinhaltet mit dem Einhornkopf ein Element des Familienwappens der Gebrüder Max und Robert Frey. Da der Familienname «Frey» auch als Markenname verwendet wurde, wurde dieser ebenfalls im Logo integriert. Der traditionelle Charakter des Unternehmens in der Schokoladenherstellung wird zusätzlich mit dem Zeitbezug «CHOCOLAT SUISSE DEPUIS 1887» hergestellt, der unter dem Familiennamen auf dem roten Hintergrund gehalten wird.

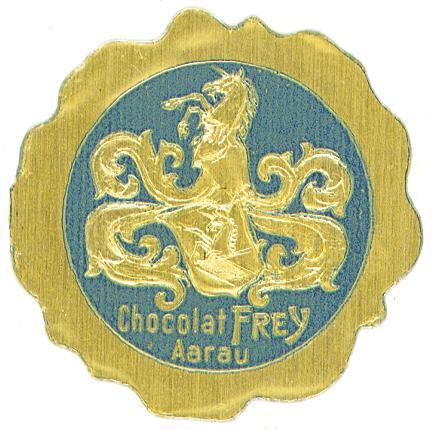
Historisches Logo mit Familienwappen

## Das Unternehmen

### Standort
1966 wurde der Produktionsstandort der Chocolat Frey AG von Aarau in die neu erstellte Fabrik in Buchs verlegt. Bis zuletzt war Buchs der einzige Produktionsstandort des Unternehmens für Schokolade und Kaugummi. Das Areal wurde jedoch fortlaufend ausgebaut und erweitert. Es umfasste mehrere Gebäude, auf einer Fläche von insgesamt rund 70'000 m² zur Lagerung und Verarbeitung von Kakao und zur Herstellung von Schokolade und Kaugummi. Zudem verfügte das Unternehmen (auf einer Parzelle von zusätzlichen rund 10'000 m²) über einen eigenen Gleisanschluss der Schweizerischen Bundesbahnen zur Anlieferung von Rohwaren und Auslieferung von Halb- und Fertigfabrikaten.

### Kennzahlen
Über 500'000 Tafeln Schokolade verliessen täglich das Produktionsgelände in Buchs. Das waren auf das Jahr gerechnet mehr als 41'000 Tonnen, verteilt auf 2'400 verschiedene Produkte. Neben Schokolade und Pralinen, welche die Hauptprodukte der Chocolat Frey AG darstellten, produzierte das Unternehmen Halbfabrikate (wie Couverturen, Schokolade- und Kakaopulver und -massen, Füllungen) zur Weiterverarbeitung in Industrie und Gewerbe, sowie Kaugummis unter den Marken Skai beziehungsweise Candida und Handelsmarken.
Mit rund 35 Prozent Marktanteil war die Chocolat Frey AG Schweizer Marktführer als Schokoladenproduzent. Das Unternehmen beschäftigte rund 1000 Mitarbeiter und erzielte 2015 einen Bruttoumsatz von 396 Millionen Schweizer Franken.

## Produkte

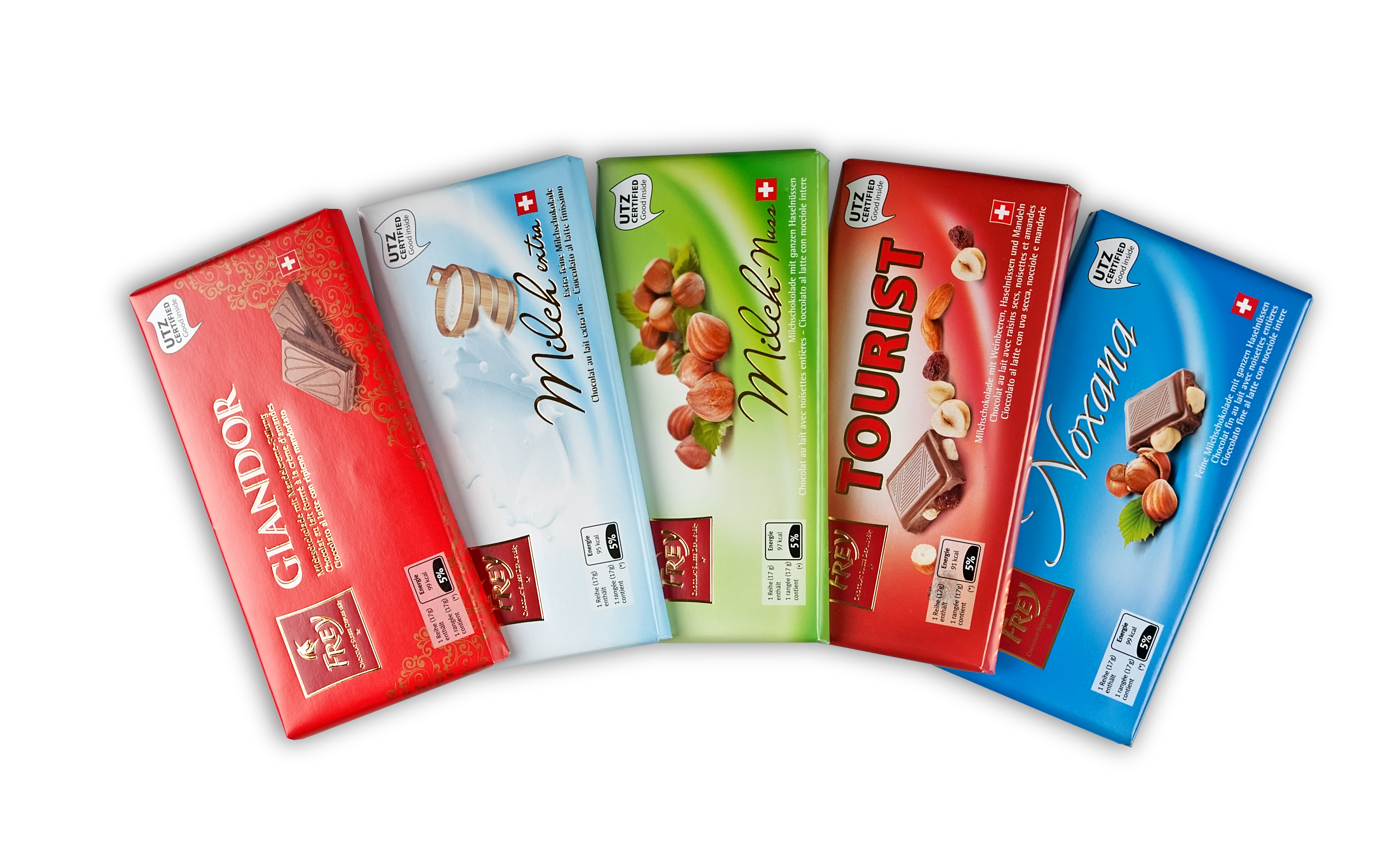
Eine Auswahl der Schokoladentafeln von Chocolat Frey

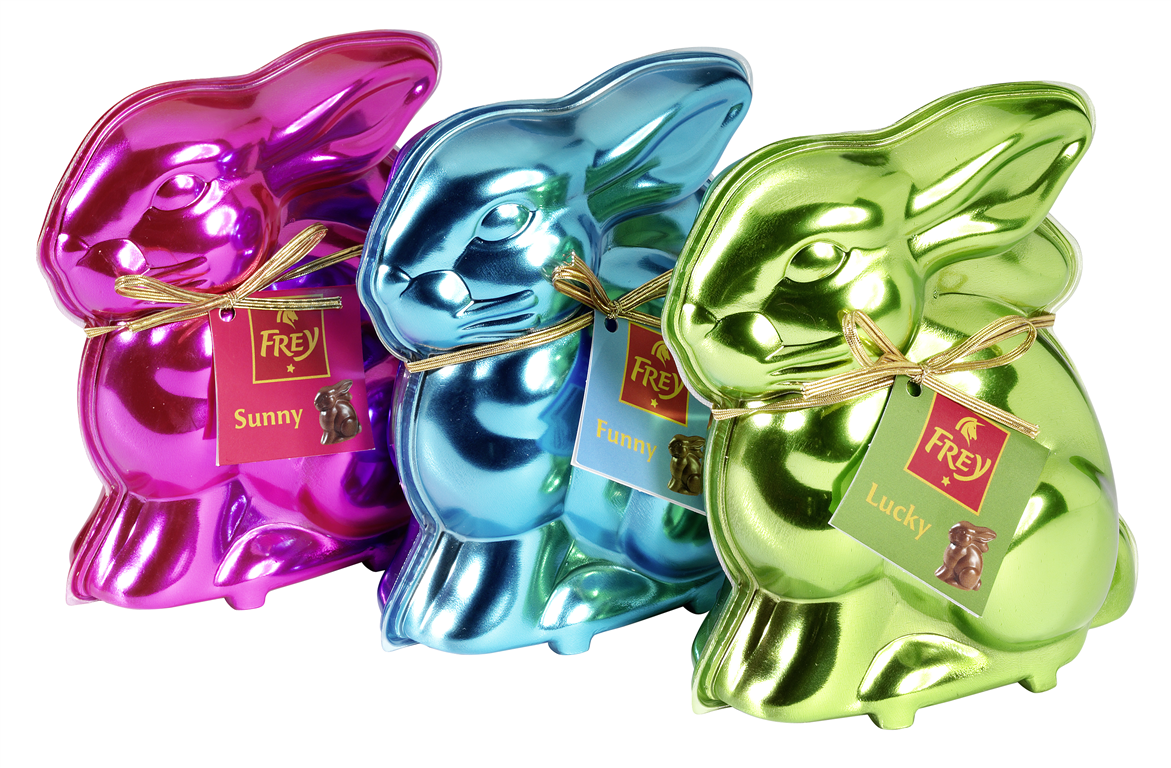
Hasen aus der Osterkollektion

Die Chocolat Frey AG verfolge jeden Produktionsprozess um die Qualitätsanforderungen selber kontrollieren zu können. Die Kakaobohnen stammten zu einem grossen Teil aus Westafrika, vorwiegend Ghana, aber auch aus Südamerika.
Insgesamt produzierte die Chocolat Frey AG 2400 verschiedene Artikel, darunter verschiedenste Schokoladentafeln (massive und gefüllte), Riegel (Blox, Risoletto, Branches und Frey d'Or), Truffes, Pralinen, aber auch ein breites Sortiment an Kaugummis. Für spezielle Events wie Ostern oder Weihnachten wurden saisonale Produkte angeboten.
- Tafelschokolade: Mit der Milch extra fein produzierte die Chocolat Frey AG seit vielen Jahren eine der meistverkauften Schokoladen der Schweiz. Ebenfalls von Bedeutung waren die Giandor und die Premium-Linie Suprême.
- Schweizer Militärschokolade, hierbei war Chocolat Frey AG einer von mehreren Herstellern für die Schweizer Armee.
- Pralinen: Linie Prestige
- Schokoladendragées
- Schokoriegel
- Schokoladen-Schaumküsse
- Oster- und Weihnachtsspezialitäten: Die Chocolat Frey AG stellte neben Ostereiern und anderen Osterartikeln jährlich über 7 Millionen Osterhasen zwischen 18 und 1400 Gramm Gewicht her (insgesamt rund 2500 Tonnen).
- Schokoladen-Halbfabrikate
- Kaugummi: Ab 1974 produzierte die Chocolat Frey AG Kaugummis für die Migros (Skai, Ice Tea Peach Gum, Vanille Gum, Candida und Fruity Fresh) und verschiedene Handelsmarken-Anbieter im In- und Ausland. Mit rund 90 Mitarbeitenden war sie die einzige Kaugummi-Herstellerin in der Schweiz, hatte ihr Geschäft aber stark international ausgerichtet; rund 85 Prozent der Kaugummiproduktion ging in den Export.[21] Entsprechend war Chocolat Frey eine der grössten Handelsmarken Kaugummi-Produzentinnen in Europa. Ab 1988 wurden ausschliesslich zuckerfreie Kaugummiprodukte produziert.
Chocolat Frey AG bot ab 2015 eine Weltneuheit, denn unter www.myskai.ch konnten Kaugummis personalisiert werden.

## Nachhaltigkeit
Das Nachhaltigkeitsverständnis der Chocolat Frey AG basierte auf dem Drei-Säulen-Modell. Nachhaltige Entwicklung kann nur erreicht werden, wenn ökonomische, ökologische und soziale Kriterien entlang der gesamten Lieferkette gleichermassen berücksichtigt werden.
Seit 2011 bezog die Chocolat Frey AG Kakao aus dem internationalen Programm UTZ Certified, das den Anbau von Kakao nach sozial- und umweltverträglichen Kriterien fördert.
Dank der Nutzung von Fernwärme anstelle von Erdöl, entsprechender baulicher Massnahmen, Sensibilisierung und Schulung der Mitarbeitenden und einem konsequenten Controlling konnte der Energieverbrauch in den letzten Jahren um fast ein Viertel gesenkt und damit auch der CO2-Ausstoss wesentlich reduziert werden. Die Chocolat Frey AG wurde deshalb von der Umweltagentur der Wirtschaft für ihre freiwilligen Anstrengungen zum Klimaschutz mit dem Zertifikat «CO2-reduzierter Betrieb» ausgezeichnet.

### Engagement
Mit ihrem Engagement im SOS-Kinderdorf in Ghana unterstützte die Chocolat Frey AG elternlose und verlassene Kinder. Im Jahr 2007 hat das Unternehmen den Bau eines von inzwischen zwölf Familienhäusern im SOS-Kinderdorf in Asiakwa finanziert und stellte seither die jährlichen Betriebskosten dieses Hauses sicher. Es wurde im April 2008 in Betrieb genommen, um zehn Kindern ein familiäres Umfeld mit einer SOS-Mutter als Bezugsperson zu ermöglichen.

## Kritik
Kritisiert wurden Lebensmittelzusatzstoffe wie z. B. Titan(IV)-oxid (E171) in Kaugummis. Die Migros kündigte im August 2019 an, dass der umstrittene Zusatzstoff bei der hauseigenen Kaugummimarke Skai vorerst bei einem grossen Teil des Sortiments nicht mehr beigefügt werde. Ab April 2021 werden gar keine Skai-Kaugummis mehr mit E171 produziert. Bis Ende 2021 würden auch die M-Classic-Kaugummis ohne E171 produziert werden.